# 天津大学附属中学
天津大学附属中学，又称天津市第一零九中学，简称天大附中或天大附，是2009年由天津市第一零九中学与天津大学附属中学合并而成，是隶属于南开区教育局的天津市市级重点中学，教育部直属高校附属中学。

## 历史脉络

### 原天津大学附属中学
原天津大学附属中学，前身是天津大学南开大学附属中学，曾是南开大学、天津大学的教职员工子弟学校，现在初中部已经面向南开区招生，高中部面向天津市招生。1978年9月起，天津大学附属中学由天津大学和区教育局共同领导。1982年，天津大学附中的人事、经费由天津大学负责，教学业务由区教育局统一管理，直至2009年合并。

### 原天津市第一零九中学
原天津市第一零九中学，始建于1961年，是一所隶属于南开区教育局天津市市级重点中学。
2009年7月，天津大学附属中学并入办学规模更大的天津市第一零九中学，合并后的学校定名为天津大学附属中学，有天津大学划归天津市离开区教育局领导。原天大附中所有在读的367名学生整班级转入合并后的新学校统一管理:403-404。
原天津大学附属中学的大部分学校领导和教师转岗到天津大学工作，原附属中学的122名退休教师天津大学附小幼儿园校医院党总支代为管理:403-404。

## 外部連結
- 天津大學附屬中學